# Strada statale 96 Barese
La strada statale 96 Barese è una strada statale che attraversa la Basilicata e la Puglia. In Basilicata denominata  SP ex SS 96. 
Istituita nel 1928 con il seguente percorso iniziale: "Innesto con la n. 7 presso Tolve - Irsina - Gravina - Altamura - Modugno - Bari."

## Percorso
La SS 96 inizia da uno svincolo della Statale Via Appia in agro di Tolve, in provincia di Potenza in località Bivio di Tricarico e prosegue fino all'innesto con la SS 96 bis come strada provinciale, attraversando lo stesso Tolve e Irsina.
Dopo aver oltrepassato la statale Bradanica e aver ricevuto il traffico della SS 96 bis,in agro di Gravina in Puglia la strada diventa statale e prosegue aggirando i comuni di Altamura (dal 2019 è collegata direttamente a Matera tramite il raccordo per la statale 99), Toritto, Grumo Appula, Binetto, Palo del Colle e Modugno e ricevere il traffico della strada provinciale 231 (ex strada statale 98 Andriese-Coratina). Quindi interseca l'Autostrada A14 e il tratto in gestione ANAS termina con l'innesto con la Tangenziale di Bari.
La strada è in alcuni tratti a doppia corsia; è stato completato l'adeguamento alla sez.III CNR (4 corsie) lungo tutto l'itinerario (Matera)-Altamura-Bari.

### Tracciato

#### Bivio di Tricarico - Altamura
| Barese tratto Bivio di Tricarico - Altamura |                                               |      |                             |           |
| Tipo                                        | Indicazione                                   | ↓km↓ | Note                        | Provincia |
|                                             | Bivio di Tricarico Potenza Matera             | 0,0  |                             | MT        |
|                                             | Tolve Genzano di Lucania                      | 0,8  |                             | MT        |
|                                             | Irsina                                        | 9,9  |                             | MT        |
|                                             | Tolve Potenza                                 | 12,4 |                             | MT        |
|                                             | Potenza                                       | 13,3 |                             | MT        |
|                                             | Strada Prov.le 123                            | 13,5 |                             | MT        |
|                                             | Oppido Lucano Genzano di Lucania              | 19,7 |                             | MT        |
|                                             | Tricarico Basentana                           | 30,0 |                             | MT        |
|                                             | Zona Industriale                              | 34,3 |                             | MT        |
|                                             | Strada Prov.le Fondo Valle Bradano            | 35,9 |                             | MT        |
|                                             | Grassano                                      | 43,0 |                             | MT        |
|                                             | Irsina                                        | 44,3 |                             | MT        |
|                                             | Santa Maria d'Irsi                            | 51,1 |                             | MT        |
|                                             | Matera                                        | 56,1 |                             | MT        |
|                                             | Santa Maria d'Irsi                            | 56,2 |                             | MT        |
|                                             | Foggia Potenza                                | 55,7 |                             | BA        |
|                                             | Oppido Lucano Potenza                         | 57,3 |                             | BA        |
|                                             | Foggia Matera Inversione di marcia            | 57,8 | Solo in direzione Irsina    | BA        |
|                                             | Galleria Sferacavallo                         | 61,9 |                             | BA        |
|                                             | Galleria Pennino                              | 66,1 |                             | BA        |
|                                             | Gravina in Puglia Matera Inversione di marcia | 67,9 |                             | BA        |
|                                             | Galleria Salsa                                | 70,0 |                             | BA        |
|                                             | Gravina in Puglia Irsina                      | 72,7 |                             | BA        |
|                                             | Ospedale della Murgia                         | 73,7 |                             | BA        |
|                                             | Altamura Inversione di marcia                 | 77,1 | Solo in direzione Bari      | BA        |
|                                             | Corato Altamura Zona Industriale              | 78,4 |                             | BA        |
|                                             | Altamura Contrada Graviscella                 | 78,8 |                             | BA        |
|                                             | Altamura Selva                                | 79,7 |                             | BA        |
|                                             | Area di servizio                              | 80,0 | Corsia in direzione Gravina | BA        |
|                                             | Altamura - Via Nicola Caretta                 |      |                             | BA        |
|                                             | Matera                                        |      |                             | BA        |

#### Altamura - Bari
| Barese tratto Altamura - Bari Via Bruno Buozzi                                    |                                                                                   |                        |                            |           |
| Tipo                                                                              | Indicazione                                                                       | ↓km↓                   | Note                       | Provincia |
|                                                                                   | Matera                                                                            | 80,6                   |                            | BA        |
|                                                                                   | Altamura Laterza Zona Industriale Jesce                                           | 80,9                   |                            | BA        |
|                                                                                   | Altamura Santeramo in Colle Stazione di Casal Sabini                              | 81,9                   |                            | BA        |
|                                                                                   | Altamura Cassano delle Murge Foresta Mercadante Inversione di marcia              | 84,0                   |                            | BA        |
|                                                                                   | Area di servizio                                                                  | 84,5                   | Solo in direzione Bari     | BA        |
|                                                                                   | Cassano delle Murge Pulo di Altamura Stazione di Pescariello Inversione di marcia | 89,6                   |                            | BA        |
|                                                                                   | Area di servizio                                                                  | 90,4                   | Solo in direzione Bari     | BA        |
|                                                                                   | Mariotto Quasano Cassano delle Murge Grumo Appula                                 | 94,9                   |                            | BA        |
|                                                                                   | Zona Industriale                                                                  | 96,0                   | Solo in direzione Altamura | BA        |
|                                                                                   | Area di servizio                                                                  | 96,2                   | Solo in direzione Altamura | BA        |
|                                                                                   | Stazione FAL                                                                      | 96,5                   | Solo in direzione Bari     | BA        |
|                                                                                   | Stazione FAL                                                                      | 96,9                   | Solo in direzione Altamura | BA        |
|                                                                                   | Toritto Grumo Appula Bitetto                                                      | 100,4                  |                            | BA        |
|                                                                                   | Toritto Quasano                                                                   | 102,5                  |                            | BA        |
|                                                                                   | Toritto                                                                           | 104,2                  |                            | BA        |
|                                                                                   | Grumo Appula Auricarro Binetto Bitetto Inversione di marcia                       | 106,5                  |                            | BA        |
|                                                                                   | Palo del Colle Binetto Grumo Appula Bitetto                                       | 109,1                  |                            | BA        |
|                                                                                   | Galleria San Nicola                                                               | 109,7                  |                            | BA        |
|                                                                                   | Palo del Colle Bitetto Bitonto                                                    | 110,6                  |                            | BA        |
|                                                                                   | Galleria Micciola                                                                 | 112,4                  |                            | BA        |
|                                                                                   | Bitetto Modugno Zona Industriale di Palo Inversione di marcia                     | 114,8                  |                            | BA        |
|                                                                                   | Area di servizio                                                                  | 116,0                  | Solo in direzione Altamura | BA        |
| 116,2                                                                             | Area di servizio                                                                  | Solo in direzione Bari |                            | BA        |
|                                                                                   | Bitonto Foggia                                                                    | 116,7                  |                            | BA        |
|                                                                                   | Modugno                                                                           | 117,0                  | Solo in direzione Bari     | BA        |
|                                                                                   | Modugno - Piscina dei Preti                                                       | 117,4                  |                            | BA        |
|                                                                                   | Bologna Napoli                                                                    | 118,2                  |                            | BA        |
|                                                                                   | Area di Servizio                                                                  | 118,8                  | Solo in direzione Bari     | BA        |
|                                                                                   | Zona Industriale                                                                  | 119,4                  | Solo in direzione Altamura | BA        |
|                                                                                   | Modugno                                                                           | 120,0                  | Solo in direzione Altamura | BA        |
|                                                                                   | Zona Industriale                                                                  | 120,3                  | Solo in direzione Bari     | BA        |
|                                                                                   | Brindisi Taranto Bologna Taranto Stadio San Nicola Sacrario militare              | 121,4                  |                            | BA        |
| Foggia Fiera del Levante Aeroporto "Karol Wojtyła" Porto di Bari Stadio del nuoto |                                                                                   | 121,4                  |                            | BA        |
|                                                                                   | Bari Centro Bari Stanic Bari Via Buozzi Cimitero                                  | 121,4                  |                            | BA        |

## Strada statale 96 bis Barese
La strada statale 96 bis Barese (SS 96 bis) è l'alternativa al tratto di SS 96 non in gestione ANAS, dalla quale ultima è gestita per tutto il tracciato. Comincia dal comune di Oppido Lucano e si dirama per ben 30 km, passando attorno ai comuni di Tolve e Irsina, per poi terminare al confine dove ricomincia l'SS 96 in agro di Gravina in Puglia.

### Tracciato
| Barese |                       |      |                             |           |
| Tipo   | Indicazione           | ↓km↓ | Note                        | Provincia |
|        | Genzano Acerenza      | 0,0  |                             | PZ        |
|        | Tolve Genzano Potenza | 2,0  |                             | PZ        |
|        | Area di servizio      | 3,0  | Corsia in direzione Gravina | PZ        |
|        | Tricarico Basentana   | 6,5  |                             | MT        |
|        | Genzano               | 7,5  |                             | MT        |
|        | Genzano               | 11,6 |                             | MT        |
|        | Taccone Taccone Scalo | 12,7 |                             | MT        |
|        | Irsina Irsina Scalo   | 18,5 |                             | MT        |
|        | Irsina                | 21,3 |                             | MT        |
|        | Matera                | 24,6 |                             | MT        |
|        | Foggia                | 25,1 |                             | MT        |
|        | Irsina                | 27,8 |                             | MT        |
|        | Barese                | 28,0 |                             | MT        |